# Ferrandina
Ferrandina är en ort och kommun i provinsen Matera i regionen Basilicata i Italien. Kommunen hade 8 593 invånare (2017).